# Јулијан Кеномански
Свети Јулијан, епископ кеномански је хришћански светитељ, епископ из апостолског доба хришћанства.
Постављен је за епископа од стране апостола Петра. Постоји мишљење да је он иста особа као и Симон губавац (Мк. 14,3), који је у крштењу добио име Јулијан.
Апостол Петар га је послао да проповеда Јеванђеље у Галији. Стигао је у Ценоманију (подручје реке По у северној Италији) и настанио се ван града у малој колиби, и почео да проповеда међу паганима. Идолопоклоници су га испрва слушали са неповерењем, али светитељеву проповед су пратила велика чуда. Свети Јулијан је молитвом исцељивао разне болести. Постепено, многи људи почеле су да му се обраћајутражећи помоћ. Лечећи телесне болести, свети Јулијан је исцељивао и душе, просветљујући оне који су му долазили светлошћу вере Христове. Тако је многе од њих крштавао и преводио у хришћанство. 
Једног дана локални кнез пожелео је да види светитеља. На капији кнежевог стана седео је слепац, на кога се свети Јулијан смиловао и, помоливши се, повратио му је вид. Кнез је сазнавши за чудо које се управо догодило, паа пред ноге епископа и тражио да се крсти. Објавивши кнеза и његову породицу за крштење, свети Јулијан им одреди тродневни пост, а затим над њима обави Свету тајну крштења.
По узору на кнеза, Христу се окренула и већина његових поданика. Кнез је поклонио своју кућу епископу за подизање храма у њој и обезбедио Цркви новчана средства. Свети Јулијан се ревносно старао о духовном просветљењу своје пастве и, као и раније, исцељивао болесне. Дубоко саосећајући са тугом родитеља, Светитељ је својом молитвом измолио Бога за повратак у живот њихове умрле деце. Свети Јулијан је остао дуго на свом престолу, показујући својој пастви пут ка Христу. Светитељ је умро у дубокој старости. До краја свог живота проповедао је Јеванђеље и потпуно уништио идолопоклонство у Кеноманији.
Православна црква помиње светог Јулијана 13.(26.) јула.